# Наталија Цветковић
Наталија Цветковић (Смедерево, 4. јун 1888 — Београд, 19. април 1928) била је српска сликарка.

## Биографија
Уметничко школовање започиње у 1900. године у Београду у Српској цртачкој и сликарској школи Ристе Вукановића где јој сликарство предаје Бета Вукановић, коју завршава 1905. године.
Као стипендиста Министартсва просвете наставља студије у Kunstgewerbeschule у Минхену 1905 — 1908, а затим проводи шест месеци 1908 — 1909. године на Académie Julian у Паризу. Исте године враћа се у Београд када прихвата дужност наставнице цртања у Општој мушкој занатској школи где предаје до краја живота 1928. године
За време Балканских ратова 1912 — 1913. била је добровољна болничарка. Радила је при VI резервној болници на београдској Савамали.
Први путе је излагала 1904. године на Првој југословенској изложби у Београду. Поред сликарства бавила се и примењеном метношћу.
Била је један од оснивача Удружења ликовних уметника у Београду 1919. и чланица Друштва српских уметнила „Лада“ од 1920. када је постала њен секретар и била све до 1928. године.

## Сликарство
Као ученица Бете Вукановић, Наталија Цветковић је сликарске почетке базирала на раду у природи, попут француских пленериста, где је радила цртеже и аквареле пејзажа обасјане пуном дневном светлошћу што је одсудно одредило њено даље уметничко кретање. На овим основама постављени су и темељи српског модернизма на самом почетку двадесетог века. За време боравка у Минхену она усавршава цртање и истовремено се заитересовала примењену уметност и уметничко-занатске вештине. У сликарству се мења уносећи интензивнији колористички регистар по мери минхенског импресионизма који ће остати карактеристичан за њен каснији сликарски опус базиран на светлу и његовим контрастима. У том сликарском уверењу помаже јој и суочење са француским импресионистима у Луксембуршком музеју за време краткотрајног боравка у Паризу. Њен малобројни импресионистички циклус слика настао по повратку у Београд постављен је у саме темење српском модернизма. Тиме је Наталија Цветковић дала мали али видан допринос, иако кратког животног и уметничког века, историји нашег сликарства током прве три деценије прошлог столећа.

## Изложбе
- 1904 Прва југословенска уметничка изложба, Београд
- 1910 Прва српска уметничка изложба (Трећа изложба „Ладе“), Сомбор
- 1912 Четврта југословенска уметничка изложба, Београд
- 1920 Пета изложба Друштва српских уметника „Лада“, Београд
- 1921 Шеста изложба Друштва српских уметника „Лада“, Београд, Изложба Ликовнх уметника, Сомбор
- 1922 Пета југословенска уметничка изложба, Београд
- 1923 Седма изложба Друштва српских уметника „Лада“, Сомбор
- 1924 Изложба београдских сликара и вајара, Београд, Осма изложба Друштва српских уметника „Лада“, Београд
- 1926 Девета изложба Друштва српских уметника „Лада“, Београд
- 1927 Шеста југословенска уметничка изложба, Нови Сад, Десета изложба Друштва српских уметника „Лада“, Загреб
- 1928 Једанаеста изложба Друштва српских уметника „Лада“, Београд

Постхумне изложбе
- 1938 Ретроспективна изложба радова српских сликарки, Југословенски женски савез, Павиљон „Цвијета Зузорић“, Београд
- 1940 Прва изложба радова Удружења ратних сликара и вајара 1912-1918, Уметнички павиљон „Цвијета Зузорић“, Београд
- 1963 Жене Србије - ликовни ствараоци, Галерија Културног центра Београда, Београд, Надежда Петровић и почеци модерног српског сликарства, Галерија Срема, Сремска Митровица, Пејзаж у београдском сликарству 1900-1941, Галерија Културног центра Београда, Београд
- 1964 Ратни сликари 1912-1918, Војни музеј, Београд
- 1965 Меморијал Прве југословенске изложбе 1904, Уметничка галерија „Надежда Петровић“, Чачак
- 1967 Пленеристи и импресионисти, Народни музеј, Београд
- 1968 Портрети Београђана, Галерија Културног центра Београда, Београд
- 1969 Удржење ликовних уметника 1919, Уметнички павиљон, Београд
- 1970 Жене сликари између два рата (из збирке Народног музеја у Београду), Галерија слика Саве Шумановића, Шид
- 1971 Изложба слика шест заборављених српских сликарски, Ликовни салон Дома културе, Врбас
- 1972 Жене сликарке, Галерија самоуких ликовних уметника, Светозарево, Акварел у српском сликарству, Галерија самоуких ликовних уметника, Светозарево, Акварел у новијем српском сликарству из збирке Народног музеја у Београду, Народно позориште, Земун, Импресионизам из збирке Народног музеја у Београду, Народни музеј, Београд, Цртежи српских уметника из збирке Народног музеја (1830-1930), Народни музеј, Београд
- 1972. — 1973 Почеци југословенског модерног сликарства 1900-1920, Југословенска уметност ХХ века, Музеј савремене уметности, Београд
- 1973 Сликари ратници (1912-1918), Народни музеј - Муселимов конак, Ваљево
- 1974 Наталија Цветковић 1888-1928, ретроспектива, Музеј савремене уметности, Београд